# Łagowiec
Łagowiec – wieś w Polsce, położona w województwie lubuskim, w powiecie międzyrzeckim, w gminie Trzciel.

## Historia
Miejscowość pierwotnie związana była z Wielkopolską. Ma metrykę średniowieczną i istnieje co najmniej od początku XV wieku. Wymieniona w dokumencie zapisanym po łacinie z 1418 jako "Lagowecz", 1435 "Lagowcze", 1444 "Lagowyecz", 1448 "Łagowiec", 1509 "Lagouyecz", 1513 "Lagowiecz", 1540 "Laguviecz", 1564 "Łagowiecz", 1577 "Lagowiec" .
W 1446 wieś należała do powiatu poznańskiego Korony Królestwa Polskiego, a od 1508 była siedzibą własnej parafii. W 1508 wieś płaciła pobór od 18 półłanków i 6 groszy od karczmy. W 1509 mieszkańcy płacili pobór od 18 półłanków, sołtys od jednego łana, a 3 grosze płacono od karczmy. W 1563 odnotowano pobór od 11 łanów, 2 karczm dorocznych, jednego rzemieślnika (ferrifaber) oraz jednego komornika. W 1577 pobór z Łagowca płaciła pani stolnikowa Anna z Ostroroga Lwowska, wdowa po Prokopie Sieniawskim stolniku lwowskim. W roku 1580 dominium Łagowiec było własnością Andrzeja Krzyckiego, który płacił pobór od 11 łanów, 20 zagrodników, jednego zagrodnika wolnego, dwóch komorników płacących po 8 groszy, 15 komorników po 2 groszy, dwóch ratajów (wyrobników wiejskich), dwóch rzemieślników, owczarza posiadającego 30 owiec, jednego rzemieślnika, od dwóch komorników po 2 grosze, kolejnego owczarza od 20 owiec oraz od dwóch pasterzy .
Wieś do 1793 leżała w powiecie poznańskim województwa poznańskiego w Rzeczypospolitej Obojga Narodów.
W wyniku II rozbioru Rzeczypospolitej w 1793, miejscowość przeszła w posiadanie Prus i jak cała Wielkopolska znalazła się w zaborze pruskim. W okresie Wielkiego Księstwa Poznańskiego (1815–1848) miejscowość należała do wsi większych w ówczesnym pruskim powiecie Międzyrzecz w rejencji poznańskiej. Łagowiec należał do okręgu kościańskiego tego powiatu i stanowił odrębny majątek, którego właścicielem był wówczas Adam Żychliński. Według spisu urzędowego z 1837 roku wieś liczyła 408 mieszkańców, którzy zamieszkiwali 47 dymów (domostw).
W latach 1975–1998 miejscowość administracyjnie należała do województwa gorzowskiego.

## Integralne części wsi
| SIMC    | Nazwa      | Rodzaj      |
| ------- | ---------- | ----------- |
| 0188127 | Łagowiec   | osada leśna |
| 0188133 | Nowy Świat | osada       |

## Zabytki
Do wojewódzkiego rejestru zabytków wpisany jest:
- dworek, czworak, z XVIII wieku

inne zabytki:
- kościół filialny parafii w Brójcach pw. św. Jana Chrzciciela[9]
- figura św. Wawrzyńca, ciekawa piaskowcowa z inicjałami P.S., prawdopodobnie Prokopa Sczanieckiego pochowanego w Paradyżu) z datą 16 maj 1743.

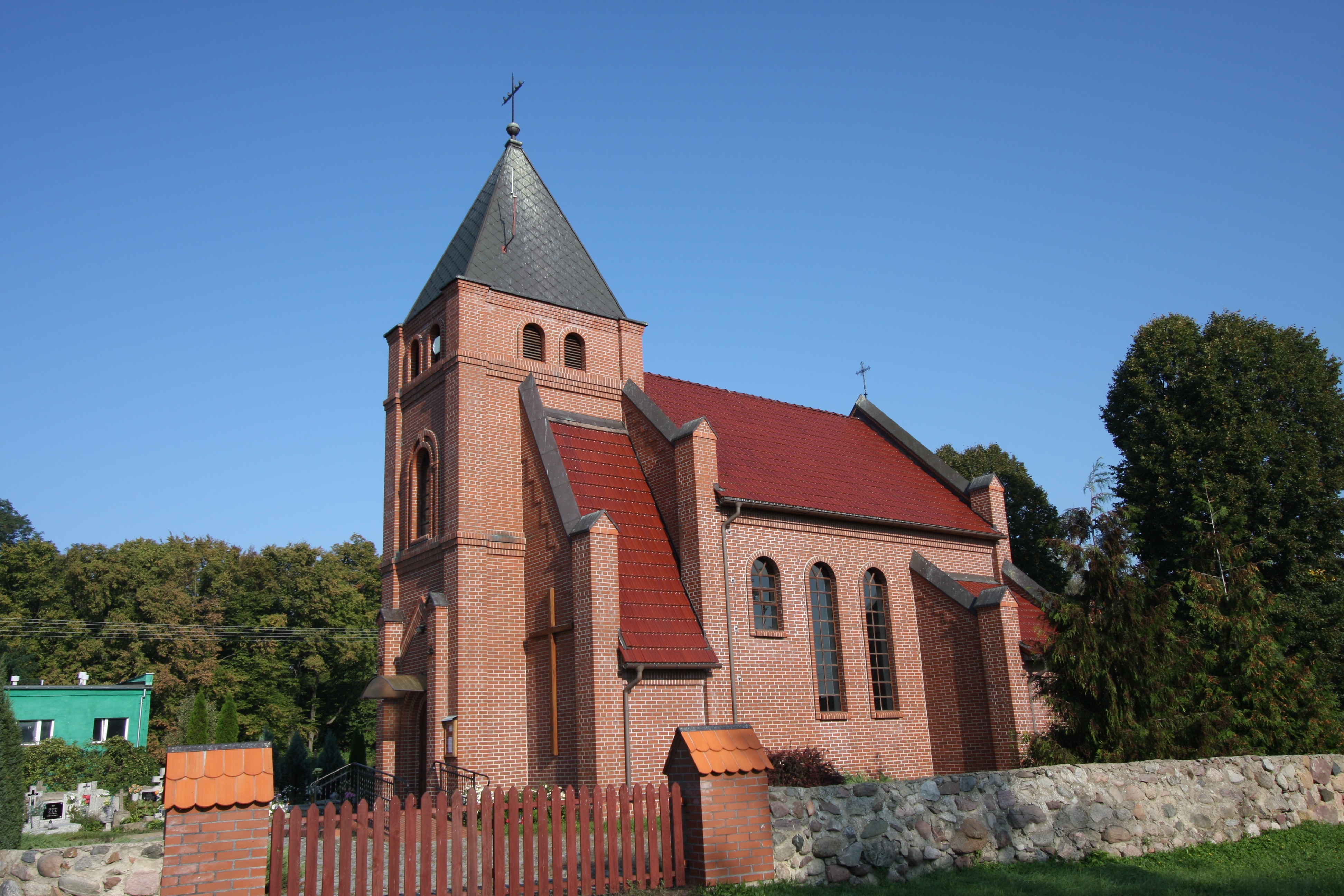
Kościół pw. św. Jana Chrzciciela
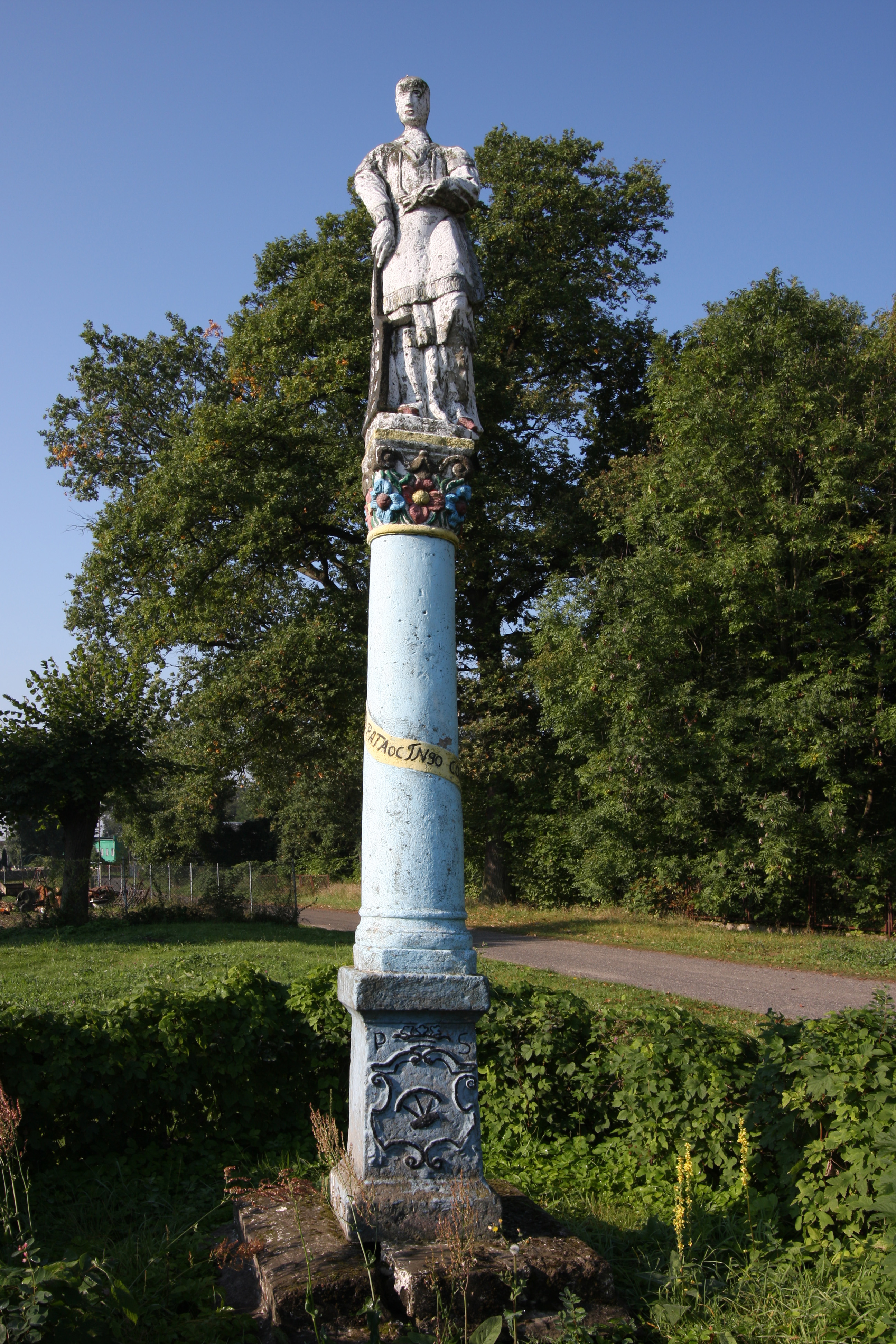
Figura św. Wawrzyńca